# Jaden Slory
Jaden Slory (9 mei 2005) is een profvoetballer die bij voorkeur als rechtsbuiten speelt. Hij staat tot medio 2027 onder contract voor Feyenoord.

## Clubcarrière

### Jeugd
Slory begon met voetballen bij BVV Barendrecht. In het seizoen 2013/2014 maakte hij de overstap naar de jeugd van Feyenoord. Daar doorliep hij de gehele jeugdopleiding.

### Eerste stappen bij Feyenoord
In het seizoen 2023/24 werd Slory voor het eerst op 18 jarige leeftijd bij de A-selectie van Feyenoord gehaald door toenmalig trainer Arne Slot, hij mocht mee op trainingskamp in het Spaanse Marbella. Hij zat voor het eerst bij de wedstrijdselectie en op de bank in februari 2024 tegen FC Groningen in de halve finale van de KNVB Beker. Tot een officieel debuut in de grootmacht kwam het echter nog niet. Wel verlengde hij zijn in 2024 aflopende contract tot medio 2027.

### Verhuurperiode bij FC Dordrecht
Op 29 augustus 2024 werd bekend dat Slory gedurende het seizoen 2024/25 verhuurd zou worden aan FC Dordrecht. Op 30 augustus debuteerde hij tegen SC Cambuur, na 64 minuten kwam hij in het veld voor Mauresmo Hinoke en speelde hij 35 minuten. Zijn eerste doelpunt maakte hij tegen Excelsior Rotterdam op 20 september 2024 in een 2–2 gelijkspel.
FC Dordrecht eindigde op de 5de plaats in de Keuken Kampioen Divisie waarmee zij zich plaatste voor de play-offs. In de kwartfinale werd gewonnen van De Graafschap en Slory zetten in de 87ste minuut in de returnwedstrijd de eindstand van 2–0 op het scorebord. Zijn seizoen eindigde met wederom een goal in een verloren halve finale tegen Willem II.

### Terugkeer bij Feyenoord
In de voorbereiding op het seizoen 2025/26 werd Slory door trainer Robin van Persie bij de eerste selectie van Feyenoord gehaald om zich te kunnen laten zien. Hij kwam in actie in meerdere oefenwedstrijden, waaronder tegen Cambuur Leeuwarden, tegen wie hij ook scoorde.
Hij maakte op 16 augustus, bijna 19 jaar na zijn vader, zijn debuut voor Feyenoord in de Eredivisie tegen Excelsior. Hij kwam in de 67ste minuut in de ploeg voor Leo Sauer. Feyenoord won de wedstrijd met 1–2 op Woudestein.

## Clubstatistieken
| Seizoen     | Club                | Competitie     | Competitie | Competitie | Competitie | Beker | Beker | Beker | Internationaal | Internationaal | Internationaal | Overig | Overig | Overig | Totaal | Totaal | Totaal |
| Seizoen     | Club                | Competitie     | Wed.       | Dlp.       | Ass.       | Wed.  | Dlp.  | Ass.  | Wed.           | Dlp.           | Ass.           | Wed.   | Dlp.   | Ass.   | Wed.   | Dlp.   | Ass.   |
| ----------- | ------------------- | -------------- | ---------- | ---------- | ---------- | ----- | ----- | ----- | -------------- | -------------- | -------------- | ------ | ------ | ------ | ------ | ------ | ------ |
| 2024/25     | FC Dordrecht (huur) | Eerste divisie | 33         | 10         | 10         | 1     | 0     | 0     | —              | —              | —              | 4      | 2      | 0      | 38     | 12     | 10     |
| Club totaal | Club totaal         | Club totaal    | 33         | 10         | 10         | 1     | 0     | 0     | 0              | 0              | 0              | 4      | 2      | 0      | 38     | 12     | 10     |
| 2025/26     | Feyenoord           | Eredivisie     | 1          | 0          | 0          | 0     | 0     | 0     | 0              | 0              | 0              | 0      | 0      | 0      | 1      | 0      | 0      |
| Club totaal | Club totaal         | Club totaal    | 1          | 0          | 0          | 0     | 0     | 0     | 0              | 0              | 0              | 0      | 0      | 0      | 1      | 0      | 0      |
| Totaal      | Totaal              | Totaal         | 34         | 10         | 10         | 1     | 0     | 0     | 0              | 0              | 0              | 4      | 2      | 0      | 39     | 12     | 10     |

Bijgewerkt tot en met 16 augustus 2025

## Interlandcarrière

### Nederland onder 15
Slory debuteerde op 30 januari 2020 in Nederland –15 in een wedstrijd tegen Tsjechië op het Vierlandentoernooi in Spanje. Vier dagen later speelde hij in de finale tegen gastland Spanje, dat Nederland met 1–6 won, waardoor Nederland het kleine jeugdtoernooi won. Op 3 maart 2020 scoore hij zijn eerste en enige goal voor de onder 15 in een vriendschappelijk duel, in de 80ste minuut maakte hij de 1–2 tegen België. Door de late goal won Oranje de wedstrijd.
| Jeugdinterlands van Jaden Slory bij Nederland onder 15 | Jeugdinterlands van Jaden Slory bij Nederland onder 15 | Jeugdinterlands van Jaden Slory bij Nederland onder 15 | Jeugdinterlands van Jaden Slory bij Nederland onder 15 | Jeugdinterlands van Jaden Slory bij Nederland onder 15 | Jeugdinterlands van Jaden Slory bij Nederland onder 15 |
| Team (№ interlands)                                    | Datum                                                  | Wedstrijd                                              | Uitslag                                                | Soort Wedstrijd                                        | Doelpunten                                             |
| ------------------------------------------------------ | ------------------------------------------------------ | ------------------------------------------------------ | ------------------------------------------------------ | ------------------------------------------------------ | ------------------------------------------------------ |
|                                                        |                                                        |                                                        |                                                        |                                                        |                                                        |
| Als speler bij Feyenoord                               |                                                        |                                                        |                                                        |                                                        |                                                        |
| Onder 15 (1.)                                          | 30 januari 2020                                        | Nederland - Tsjechië                                   | 4 – 1                                                  | Vierlandentoernooi                                     |                                                        |
| Onder 15 (2.)                                          | 6 februari 2020                                        | Spanje - Nederland                                     | 1 – 6                                                  | Vierlandentoernooi                                     |                                                        |
| Onder 15 (3.)                                          | 3 maart 2020                                           | België - Nederland                                     | 1 – 2                                                  | Vriendschappelijk                                      | 80'                                                    |
| Onder 15 (4.)                                          | 5 maart 2020                                           | België - Nederland                                     | 1 – 1                                                  | Vriendschappelijk                                      |                                                        |

### Nederland onder 17
In 2021 werd Slory voor het eerst opgeroepen voor Nederland –17. Hij debuteerde op 3 september 2021 in een wedstrijd tegen Noorwegen –17 om de Syrenka Cup, hij stond de hele wedstrijd binnen de lijnen en er werd met 2–0 gewonnen. Zijn eerste goal scoorde hij op 7 september 2021 tegen Engeland –17, hij scoorde de 2–0 in een wedstrijd die uiteindelijk met 3–2 werd gewonnen door Oranje.
In 2022 behoorde Slory tot de definitieve selectie voor het Europees Kampioenschap onder 17 in Israël. 
Op 16 mei 2022 speelde Oranje haar eerste groepswedstrijd op het Europees Kampioenschap tegen Bulgarije –17. Slory startte in de basis en gaf na 30 minuten spelen de assist voor de 1–1 op Gabriel Misehouy. In de 67ste minuut werd hij gewisseld, de wedstrijd eindigde in een 1–3 overwinning voor het Nederlands Elftal.
In de tweede groepswedstrijd van het toernooi tegen Polen –17 startte Slory wederom in de basis, waarna hij in de kleedkamer achterbleef en werd vervangen door Ezechiel Banzuzi. De wedstrijd eindigde door een late treffer van Nederland in een 2–1 overwinning, waarmee een plek in de kwartfinale van het toernooi werd verzekerd. In de laatste groepswedstrijd speelde het team van Slory tegen Frankrijk –17, hij begon op de bank en kwam in de 77ste minuut in het veld voor Fabiano Rust bij een 1–1 tussenstand na goals van Zoumana Diallo en Dean Huijsen. In de vierde minuut van de blessuretijd schoot Slory de bal hard op de lat en de bal kwam terug het veld in, precies voor de voeten van Yoram Boerhout die hem in de rebound binnenschoot, en zo een onbedoelde assist achter zijn naam kreeg. Met die goals werd de eindstand van 3–1 op het scorebord gezet. Met dit resultaat was Oranje groepswinnaar van Groep B.
In de eerste wedstrijd van de knockouts mocht het zich gaan opmaken voor een wedstrijd in de kwartfinale tegen Italië –17. Slory startte in de basis en mocht 72 minuten meespelen voordat hij werd gewisseld bij een 2–1 stand voor Nederland. Er werd niet meer gescoord en Oranje ging door naar de halve finale, waar Servië –17 de tegenstander was. Slory startte wederom in de basis en gaf in de 47ste minuut de assist voor de openingstreffer van Jason van Duiven na een goede individuele actie waarna hij de bal voorgaf. In de 73ste minuut scoorde Slory de cruciale 2–2 nadat Oranje door twee goals van Servië op achterstand was gekomen. Slory werd na 86 minuten spelen met een goal en assist achter zijn naam gewisseld. De wedstrijd eindigde uiteindelijk in een gelijkspel, waarna Nederland uiteindelijk de strafschoppenserie met 5–3 won en zo doorging naar de finale. In de finale wachtte Frankrijk –17 waar Slory in de groepsfase al een assist tegen had gegeven. Hij startte in de basisopstelling van Oranje, en maakte de 1–0 in de finale in de 48ste minuut. Niet lang er na scoorde Frankrijk twee keer, en zo verloor Nederland de finale van het EK met 1–2 van de Fransen. Slory eindigde het toernooi met 2 goals en 3 assists, en kwam hij in elk duel van het EK in actie.
| Jeugdinterlands van Jaden Slory bij Nederland onder 17 | Jeugdinterlands van Jaden Slory bij Nederland onder 17 | Jeugdinterlands van Jaden Slory bij Nederland onder 17 | Jeugdinterlands van Jaden Slory bij Nederland onder 17 | Jeugdinterlands van Jaden Slory bij Nederland onder 17 | Jeugdinterlands van Jaden Slory bij Nederland onder 17 |
| Team (№ interlands)                                    | Datum                                                  | Wedstrijd                                              | Uitslag                                                | Soort Wedstrijd                                        | Doelpunten                                             |
| ------------------------------------------------------ | ------------------------------------------------------ | ------------------------------------------------------ | ------------------------------------------------------ | ------------------------------------------------------ | ------------------------------------------------------ |
|                                                        |                                                        |                                                        |                                                        |                                                        |                                                        |
| Onder 17 (1.)                                          | 3 september 2021                                       | Nederland - Noorwegen                                  | 2 – 0                                                  | Syrenka Cup 2021                                       |                                                        |
| Onder 17 (2.)                                          | 5 september 2021                                       | Nederland - Polen                                      | 2 – 2                                                  | Syrenka Cup 2021                                       |                                                        |
| Onder 17 (3.)                                          | 7 september 2021                                       | Nederland - Engeland                                   | 3 – 2                                                  | Syrenka Cup 2021                                       | 47'                                                    |
| Onder 17 (4.)                                          | 8 oktober 2021                                         | Spanje - Nederland                                     | 2 – 0                                                  | Vriendschappelijk                                      |                                                        |
| Onder 17 (5.)                                          | 11 november 2021                                       | Mexico - Nederland                                     | 0 – 5                                                  | Vriendschappelijk                                      | 12' 89'                                                |
| Onder 17 (6.)                                          | 15 november 2021                                       | Nederland - Tsjechië                                   | 0 – 1                                                  | Vriendschappelijk                                      |                                                        |
| Onder 17 (7.)                                          | 24 maart 2022                                          | Nederland - Hongarije                                  | 2 – 0                                                  | EK 2022 Kwalificatie                                   | 4'                                                     |
| Onder 17 (8.)                                          | 27 maart 2022                                          | Nederland - Slovenië                                   | 1 – 1                                                  | EK 2022 Kwalificatie                                   |                                                        |
| Onder 17 (9.)                                          | 30 maart 2022                                          | Griekenland - Nederland                                | 0 – 0                                                  | EK 2022 Kwalificatie                                   |                                                        |
| Onder 17 (10.)                                         | 16 mei 2022                                            | Bulgarije - Nederland                                  | 1 – 3                                                  | Groepsfase EK–17                                       |                                                        |
| Onder 17 (11.)                                         | 19 mei 2022                                            | Nederland - Polen                                      | 2 – 1                                                  | Groepsfase EK–17                                       |                                                        |
| Onder 17 (12.)                                         | 22 mei 2022                                            | Nederland - Frankrijk                                  | 3 – 1                                                  | Groepsfase EK–17                                       |                                                        |
| Onder 17 (13.)                                         | 25 mei 2022                                            | Nederland - Italië                                     | 2 – 1                                                  | Kwartfinale EK–17                                      |                                                        |
| Onder 17 (14.)                                         | 29 mei 2022                                            | Nederland - Servië                                     | 2 – 2 (5 – 2 n.s.)                                     | Halve Finale EK–17                                     | 73'                                                    |
| Onder 17 (15.)                                         | 1 juni 2022                                            | Nederland - Frankrijk                                  | 1 – 2                                                  | Finale EK–17                                           | 48'                                                    |

### Nederland onder 18
Op 21 september 2022 debuteerde Slory bij Oranje onder 18 in een wedstrijd om de Vierlandenbeker dat werd gehouden in Spanje. Deze wedstrijd werd verloren met 0–1 van Engeland –18
Op 17 maart 2023 werd bekend dat Slory bij de definitieve selectie zat voor de Football Federations Cup '23 gehouden in de Verenigde Arabische Emiraten. Hij kwam in actie tegen Saoedi-Arabië –18 die met 1–5 werd gewonnen, en tegen Mexico –18 wat eindigde in 1–4, Slory scoorde de 0–3 in de 45ste minuut. Waardoor dit vriendschappelijke toernooi gewonnen werd.
| Jeugdinterlands van Jaden Slory bij Nederland onder 18 | Jeugdinterlands van Jaden Slory bij Nederland onder 18 | Jeugdinterlands van Jaden Slory bij Nederland onder 18 | Jeugdinterlands van Jaden Slory bij Nederland onder 18 | Jeugdinterlands van Jaden Slory bij Nederland onder 18 | Jeugdinterlands van Jaden Slory bij Nederland onder 18 |
| Team (№ interlands)                                    | Datum                                                  | Wedstrijd                                              | Uitslag                                                | Soort Wedstrijd                                        | Doelpunten                                             |
| ------------------------------------------------------ | ------------------------------------------------------ | ------------------------------------------------------ | ------------------------------------------------------ | ------------------------------------------------------ | ------------------------------------------------------ |
|                                                        |                                                        |                                                        |                                                        |                                                        |                                                        |
| Onder 18 (1.)                                          | 21 september 2022                                      | Nederland - Engeland                                   | 0 – 1                                                  | Vierlandentoernooi Spanje '22                          |                                                        |
| Onder 18 (2.)                                          | 23 september 2022                                      | Nederland - België                                     | 3 – 1                                                  | Vierlandentoernooi Spanje '22                          |                                                        |
| Onder 18 (3.)                                          | 26 september 2022                                      | Faeröer - Nederland                                    | 2 – 3                                                  | Vierlandentoernooi Spanje '22                          |                                                        |
| Onder 18 (4.)                                          | 23 maart 2023                                          | Saoedi-Arabië - Nederland                              | 1 – 5                                                  | Football Federations Cup '23                           |                                                        |
| Onder 18 (5.)                                          | 28 maart 2023                                          | Mexico - Nederland                                     | 1 – 4                                                  | Football Federations Cup '23                           | 45'                                                    |

### Nederland onder 19
Slory debuteerde op 11 september 2023 in Nederland –19 in een vriendschappelijke interland tegen Italië –19. Hij scoorde in de 58ste minuut de 2–0. Zijn tweede interland tegen Zwitserland –19 scoorde hij twee keer kort achter elkaar in de 53ste en 57ste minuut in de Marbella Week of Football in 2023. De wedstrijd werd gewonnen met 4–3.
Op 26 maart 2024 scoorde hij in een EK-kwalificatie wedstrijd tegen België –19 de 2–2, de wedstrijd werd verloren met 3–2. Wat betekende dat Oranje niet was gekwalificeerd voor het EK –19 in 2024.
| Jeugdinterlands van Jaden Slory bij Nederland onder 19 | Jeugdinterlands van Jaden Slory bij Nederland onder 19 | Jeugdinterlands van Jaden Slory bij Nederland onder 19 | Jeugdinterlands van Jaden Slory bij Nederland onder 19 | Jeugdinterlands van Jaden Slory bij Nederland onder 19 | Jeugdinterlands van Jaden Slory bij Nederland onder 19 |
| Team (№ interlands)                                    | Datum                                                  | Wedstrijd                                              | Uitslag                                                | Soort Wedstrijd                                        | Doelpunten                                             |
| ------------------------------------------------------ | ------------------------------------------------------ | ------------------------------------------------------ | ------------------------------------------------------ | ------------------------------------------------------ | ------------------------------------------------------ |
|                                                        |                                                        |                                                        |                                                        |                                                        |                                                        |
| Onder 19 (1.)                                          | 11 september 2023                                      | Italië - Nederland                                     | 0 – 2                                                  | Vriendschappelijk                                      | 58'                                                    |
| Onder 19 (2.)                                          | 12 oktober 2023                                        | Nederland - Zwitserland                                | 4 – 3                                                  | Marbella Week of Football '23                          | 53' 57'                                                |
| Onder 19 (3.)                                          | 14 oktober 2023                                        | Nederland - Australië                                  | 1 – 1                                                  | Marbella Week of Football '23                          |                                                        |
| Onder 19 (4.)                                          | 17 oktober 2023                                        | Nederland - België                                     | 5 – 1                                                  | Marbella Week of Football '23                          |                                                        |
| Onder 19 (5.)                                          | 20 maart 2024                                          | Nederland - Litouwen                                   | 4 – 0                                                  | EK-kwalificatie '24                                    |                                                        |
| Onder 19 (6.)                                          | 23 maart 2024                                          | Nederland - Frankrijk                                  | 0 – 1                                                  | EK-kwalificatie '24                                    |                                                        |
| Onder 19 (7.)                                          | 26 maart 2024                                          | België - Nederland                                     | 3 – 2                                                  | EK-kwalificatie '24                                    | 69'                                                    |

## Erelijst

### In teamverband
| Competitie                                     | Goud   | Goud | Zilver | Zilver | Brons  | Brons |
| Competitie                                     | Aantal | Jaar | Aantal | Jaar   | Aantal | Jaar  |
| ---------------------------------------------- | ------ | ---- | ------ | ------ | ------ | ----- |
| Nederland –17                                  |        |      |        |        |        |       |
| Europees kampioenschap voetbal mannen onder 17 |        |      | 1      | 2022   |        |       |

### Individueel
| Prijs                                             | Aantal | Jaar    |
| ------------------------------------------------- | ------ | ------- |
| Eerste divisie Beste Talent van de vierde periode | 1      | 2024/25 |
| Eerste divisie Talent van het seizoen             | 1      | 2024/25 |

## Privé
Jaden Slory is een zoon van oud profvoetvaller Andwelé Slory. Zijn jongere broertje Dani Slory speelt ook in de jeugd van Feyenoord.